# Selyembörze

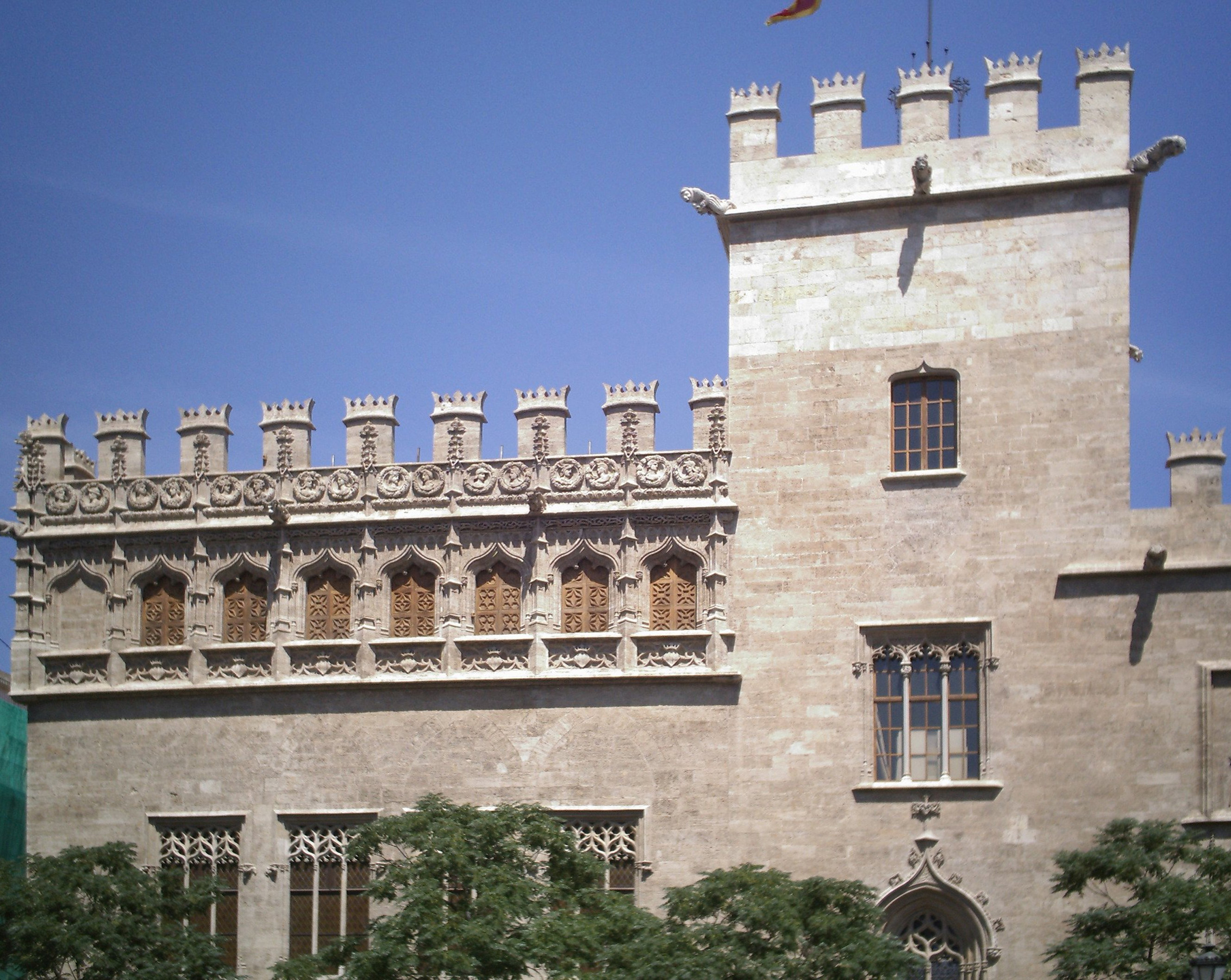
A Selyembörze, a világörökség része

A valenciai Selyembörze vagy Tőzsdepalota (spanyolul Lonja de La Seda vagy Lonja de los Mercaderes,  valenciai nyelven – katalánul – Llotja de la Seda vagy Llotja de Mercaders) a város legismertebb műemléke.  A 15. században épült. 1996 óta  az UNESCO világörökségének kulturális helyszíne. A gótikus világi építészet kiváló alkotása.  Vasárnaponként érem- és bélyegkiállítás helyszínéül szolgál.

## Fekvése
A Plaza del Mercado-n áll. A téren a középkorban lovagi játékokat tartottak.

## Története
Legnagyobb része 1482 és 1492 között, Pere Compte mester tervei és irányítása szerint épült egy korábban itt álló mór kastély helyén. Dolgozott rajta Johan Yvarra  és Johan Corbera is. Az épületet végül a mester halála után a tanítványainak egyike, Domingo Urtiaga fejezte be 1548-ban. Bár már megjelentek reneszánsz elemek az alkotáson, a Selyembörze mégis  a legszebb világi jellegű gótikus épületek egyikének számít Európában.

## Leírása
Az épület beépített és beépítetlen területe együttesen 2000 m²-t foglal el. Kőfalai középkori várakhoz teszik hasonlatossá. Főhomlokzatának hossza 54 méter, közepén magasodik a torony. Szökőkutas patiója is figyelemre méltó. 

### Részei
Az épület négy részből áll:
- - a torony (sp. la Torre, kat. la Torre)
  - a Tengerészeti Konzulátus Terme (spanyolul Sala del Consulado del Mar, katalánul Sala del Consolat del Mar),
  - a Narancsos udvar (sp. Patio de los Naranjos, kat. Pati dels Taronjers), és
  - az Oszlopos Terem (sp. Salón Columnario vagy Sala de Contratación, kat. Saló de les Columnes).

## Az Oszlopos Terem
A majdnem 16 méter magas és 21 méter hosszú Oszlopos Terem különösen figyelmet érdemel. Hálós boltozatát 24 karcsú, sodrott oszlop tartja. A terem falán egy bronzfelirat olvasható:
„Inclita domus sum annis aedificata quindecim. Gustate et videte concives quoniam bona est negotiatio, quae non agit dolum in lingua, quae jurat proximo et non deficit, quae pecuniam non dedit ad usuram eius. Mercator sic agens divitiis redundabit, et tandem vita fructur aeterna.” (eredeti latin szöveg)
«Casa famosa soy en quince años edificada. Compatricios, probad y ved cuan bueno es el comercio que no usa fraude en la palabra, que jura al prójimo y no falta, que no da su dinero con usura. El mercader que vive de este modo rebosará de riquezas y gozará, por último, de la vida eterna.» (spanyol szöveg)
„Előkelő épület vagyok, mely tizenöt éven át emeltetett. Polgártársak, nézzétek és lássátok meg, hogy az üzletkötés csak akkor jó, ha a kimondott szó nem álnok, ha a kereskedő betartja és nem szegi meg ígéretét, pénzét pedig nem uzsorára adja! Az így cselekvő kalmár vagyont szerez, továbbá jutalmul kapja az örök életet.”